# Martim (futbolista)
Martim Mércio da Silveira (Bagé, 2 de marzo de 1911-Río de Janeiro, 16 de agosto de 1972), más conocido como Martim Silveira o simplemente Martim, fue un jugador y entrenador de fútbol brasileño. En su etapa como jugador profesional se desempeñaba como centrocampista.

## Selección nacional
Fue internacional con la selección de fútbol de Brasil en 6 ocasiones. Formó parte de la selección que obtuvo el tercer lugar en la Copa del Mundo de 1938.

### Participaciones en Copas del Mundo
| Mundial                        | Sede    | Resultado        | Partidos | Goles |
| ------------------------------ | ------- | ---------------- | -------- | ----- |
| Copa Mundial de Fútbol de 1934 | Italia  | Octavos de final | 1        | 0     |
| Copa Mundial de Fútbol de 1938 | Francia | Tercer lugar     | 3        | 0     |

## Clubes

### Como jugador
| Club         | País      | Año       |
| ------------ | --------- | --------- |
| Guarany      | Brasil    | 1929      |
| Botafogo     | Brasil    | 1929-1932 |
| Boca Juniors | Argentina | 1933      |
| Botafogo     | Brasil    | 1934-1940 |

### Como entrenador
| Club     | País   | Año       |
| -------- | ------ | --------- |
| Botafogo | Brasil | 1944      |
| Botafogo | Brasil | 1946      |
| Botafogo | Brasil | 1952-1953 |

## Palmarés

### Campeonatos regionales
| Título                    | Club     | País   | Año  |
| ------------------------- | -------- | ------ | ---- |
| Campeonato Carioca        | Botafogo | Brasil | 1930 |
| Campeonato Carioca        | Botafogo | Brasil | 1932 |
| Campeonato Carioca (AMEA) | Botafogo | Brasil | 1934 |
| Campeonato Carioca (FMD)  | Botafogo | Brasil | 1935 |